# Naturschutzgebiet Hardt (Medebach)

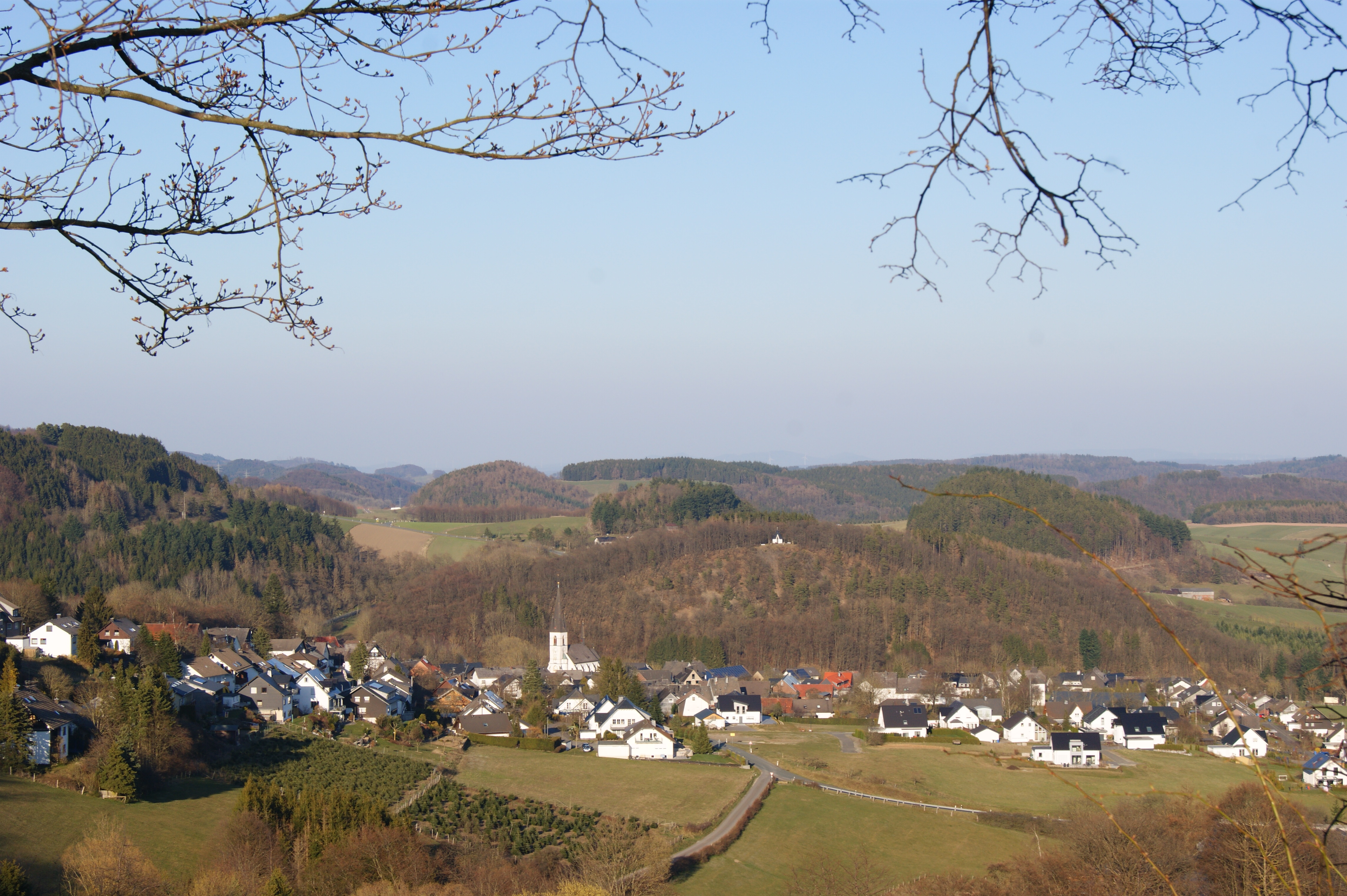
Naturschutzgebiet Hardt hinter Düdinghausen

Das Naturschutzgebiet Hardt mit einer Größe von 7,72 ha liegt östlich von Düdinghausen im Stadtgebiet von Medebach. Es wurde 2003 mit dem Landschaftsplan Medebach durch den Hochsauerlandkreis als Naturschutzgebiet (NSG) ausgewiesen. Das NSG ist Teil des Europäischen Vogelschutzgebiets Medebacher Bucht.

## Gebietsbeschreibung
Beim Naturschutzgebiet handelt es sich um einen Waldbereich mit Rotbuchen und Eichen am Südwesthang des Berges Hardt. Ehemaliger Niederwald aus vorwiegend Buchen und Traubeneichen. Die Buchen und Eichen sind teils krummwüchsig und mehrtriebig. Die Eichen sind mit Moosen und Flechten bewachsen. Bereichsweise finden sich Kiefern. Es handelt sich teils sehr steilen Westhang. Der Untergrund ist felsig. Am Nordrand des Waldes liegt ein Felsrippe mit Tüpfelfarnbewuchs. In lichteren Waldbereichen dominiert die Blaubeere im Unterwuchs. Im mittleren Waldteil ist ein flachgründiger, steinig-schuttiger Steilhangbereich mit lichtem, krüppelwüchsigem, ungenutztem Traubeneichenbestand. Eingelagert sind offene Schuttflächen mit kleinen Felsen. Unmittelbar unterhalb der Kreuzweg-Kapelle besteht ein größerer, schuttig-felsiger Hangbereich mit spärlicher Pioniervegetation aus Magerrasenarten. Am Südrand des Waldes befindet sich ein kleiner aufgelassener Steinbruch mit sichtbaren Gesteinsfaltungen. Der spärliche Bewuchs wird von Magerrasenarten gebildet. Der einbezogenene Abschnitt des Osterntales wird von Fettweiden und einer Weihnachtsbaumkultur eingenommen. Der Bachlauf ist abschnittsweise bedingt naturnah mit einem Weiden-Erlen-Ufergehölzsaum und begleitenden Hochstaudenfluren.

## Pflanzenarten im NSG
Im NSG kommen gefährdete Pflanzenarten vor. Auswahl vom Landesamt für Natur, Umwelt und Verbraucherschutz Nordrhein-Westfalen dokumentierter Pflanzenarten im Gebiet: Aronstab, Besenheide, Echte Nelkenwurz, Echtes Labkraut, Echtes Mädesüß, Färber-Ginster, Gemeiner Tüpfelfarn (Polypodium vulgare), Gemeines Ferkelkraut (Hypochaeris radicata), Gelbes Sonnenröschen, Glashaar-Widertonmoos (Polytrichum piliferum), Glattes Habichtskraut (Hieracium laevigatum), Heidelbeere (Vaccinium myrtillus), Kleiner Sauerampfer (Rumex acetosella), Kleines Habichtskraut, Kriechende Hauhechel, Pillen-Segge, (Carex pilulifera), Platthalm-Rispengras (Poa compressa), Purgier-Lein (Linum catharticum), Rohr-Glanzgras, Rundblättrige Glockenblume, Salbei-Gamander, Wald-Frauenfarn, Wald-Ehrenpreis, Wald-Veilchen, Wald-Ziest, Zottiges Weidenröschen.

## Schutzzweck
Das NSG soll das Waldgebiet und seinem Arteninventar schützen. Wie bei allen Naturschutzgebieten in Deutschland wurde in der Schutzausweisung darauf hingewiesen, dass das Gebiet „wegen der Seltenheit, besonderen Eigenart und Schönheit des Gebietes“ zum Naturschutzgebiet erklärt wurde.